# Familypark
Familypark, situé à Sankt Margarethen im Burgenland, est le plus grand parc de loisirs d'Autriche avec une superficie d'environ 145 000 m2. L'entreprise familiale a été créée en 1968 sous le nom de Märchenwald. Le nom du parc a changé en 2015. Le parc a pour mascotte le chat Filippo.

## Histoire
Erwin Müller, le père de l'actuel propriétaire Mario Müller, a quitté le Vorarlberg pour s'installer à Sankt Margarethen im Burgenland en 1965. Il y travailla d'abord comme tailleur de pierre dans la carrière, où il créa, entre autres, la sculpture grandeur nature de Saint-Georges, qui se trouve maintenant dans la zone d'entrée du parc.
Comme à cette époque, en Europe, de nombreux parcs de contes de fées sont créés, dans lesquels les visiteurs peuvent admirer différentes scènes de récits célèbres, il commence à travailler sur les premiers personnages de contes de fées en 1966 et ouvre la même année une forêt de contes de fées d'une superficie de 1 500 m2 à Schützen am Gebirge.
Lorsque le bail n'a pas été renouvelé, le parc a été transféré à son emplacement actuel à St. Margarethen, où il a été continuellement développé. De plus, en 1970, le zoo a ouvert ses portes avec des chèvres, des poneys, des ânes et d'autres animaux de petite taille.
En 1984, Erwin Müller a pris sa retraite. Le parc était géré par son fils Mario Müller, qui le gère toujours avec son épouse Ulrike Müller. À partir de ce moment-là, le parc invertit. Les infrastructures, le zoo et la gastronomie se développent. Dans le zoo sont ajoutés des sangliers et des bouquetins, des animaux exotiques tels que les singes, les wallabys et les lamas.
Au début des années 1990, les premières attractions ont été achetées. Le carrousel de ballons, Truck Convoy et Nautic Jet ont été mis en service et un téléphérique traverse le parc. Les années suivantes, le parc a été élargi chaque année par de nouvelles attractions.
À la fin des années 90, le parc des contes de fées atteignait environ 80 000 m2. En 1999, le parc a été à nouveau renommé Märchenpark Neusiedlersee. En juin 2004, le nouveau monde thématique Filippos Adventure Island s'ouvre. Le parc a donc été élargi de 20 000 m2 et a offert de nombreuses nouvelles attractions dans un environnement méditerranéen. En 2008, le parc a célébré son 40e anniversaire. À l'occasion de cet anniversaire, Götterblitz et l'attraction Römerturm ont été ajoutés. Le deuxième parcours de montagnes russes a ouvert en 2013 avec le Rattenmühle.
Le 20 mars 2019, il a été annoncé que la famille propriétaire Müller avait vendu la société à l'investisseur français Compagnie des Alpes,.

## Attractions

### Montagnes russes

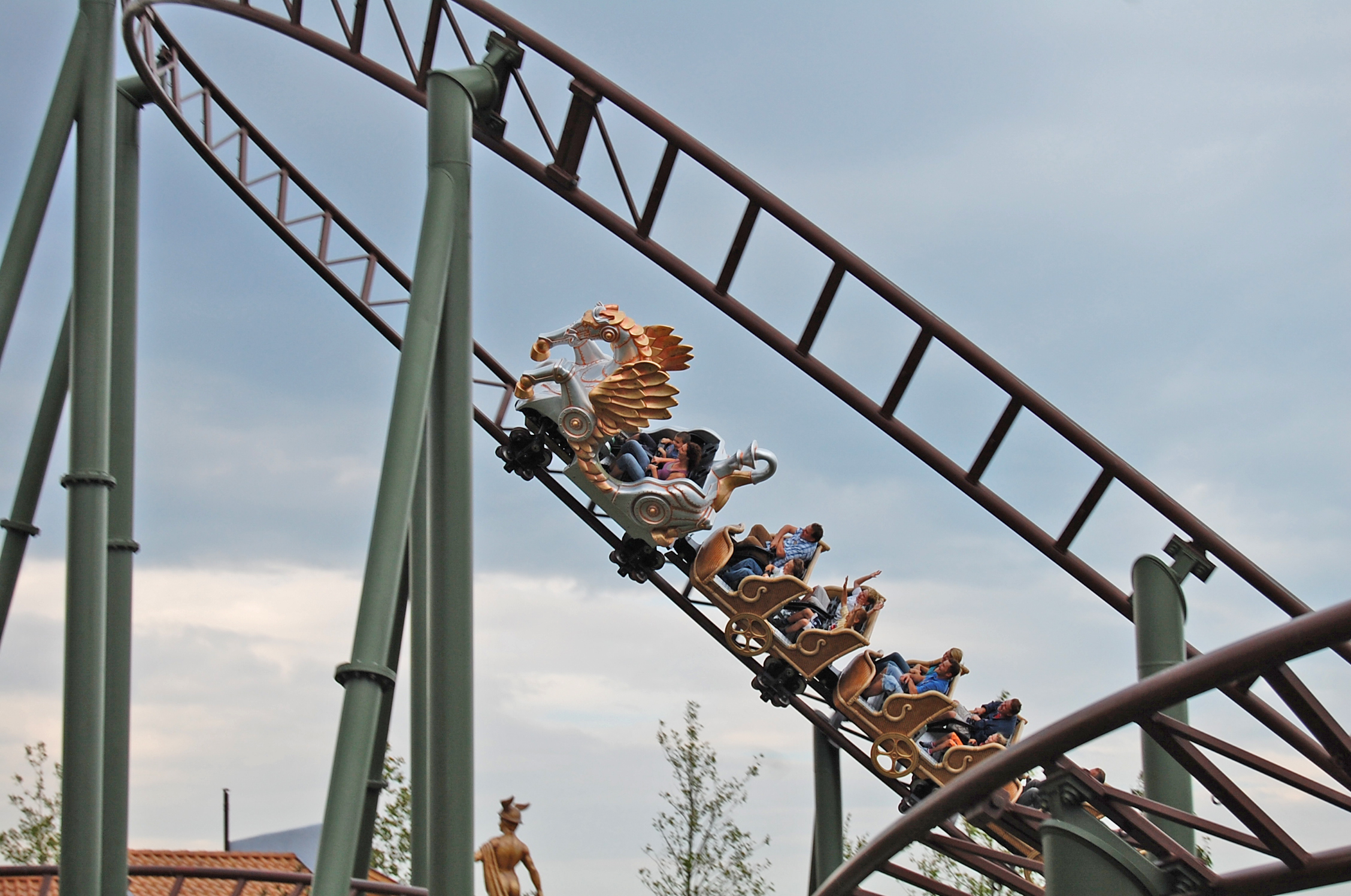
Götterblitz

| Nom         | Type                             | Constructeur | Année |
| ----------- | -------------------------------- | ------------ | ----- |
| Götterblitz | Montagnes russes en métal        | Mack Rides   | 2008  |
| Herkules    | Montagnes russes en métal junior | Gerstlauer   | 2015  |
| Rattenmühle | Montagnes russes en métal        | Gerstlauer   | 2013  |

### Autres attractions
- Adlerflug - Butterfly (Heege Sunkid), 2014
- Almjodler - Tour de chute (Zierer), 2018
- Apfelflug - Chaises volantes (Zierer), 2011
- Ballonkarussell - Ballon Race (Zamperla)
- Biberburg - Bûches (Intamin), 2022
- Durchgedrehte Wirbelsturm - Kontiki XL (Zierer), 2019
- Drachenbahn - Monorail (Metallbau Emmeln)
- Entenparade - Carrousel sur l'eau (Metallbau Emmeln)
- Fassltanz - Tasses (Metallbau Emmeln)
- Froschhüpfer - Jump Around (Zamperla), 2016
- Die Fliegende Fische - Manège avion (Zierer), 2012
- Gockeljagd - Chevaux Galopants, 2017
- Heuwagendraisinen - Draisienne (Buck)
- Krähennest - Toboggans
- Kroko-Wasserbahn - Bûches pour enfants (ABC Engineering), 2006
- Leonardos Flugmaschine - Sky Fly	(Gerstlauer), 2015
- Märchenkarussell - Carrousel (Wooddesign), 2018
- Oldtimer-Convoy - Parcours pour enfants en camions (Zamperla)
- Römerturm - Maibaum (ABC Engineering)
- Schildkrötenkarussell - Carrousel (Zamperla)
- Seedrache - Bateau à bascule (Metallbau Emmeln), 2009
- Schweinchenbahn - Chevaux Galopants (Metallbau Emmeln)
- Traktorbahn - Parcours en tracteurs (ABC Engineering)
- Turmgucker - Tour (Heege Sunkid)
- Verrückte Vogelscheuche - Tour de chute (ABC Engineering)
- Waldexpress - Train (Metallbau Emmeln), 2017
- Waldtierrennen - Parcours pour enfants (Metallbau Emmeln)